# Флоренція (метрополійне місто)

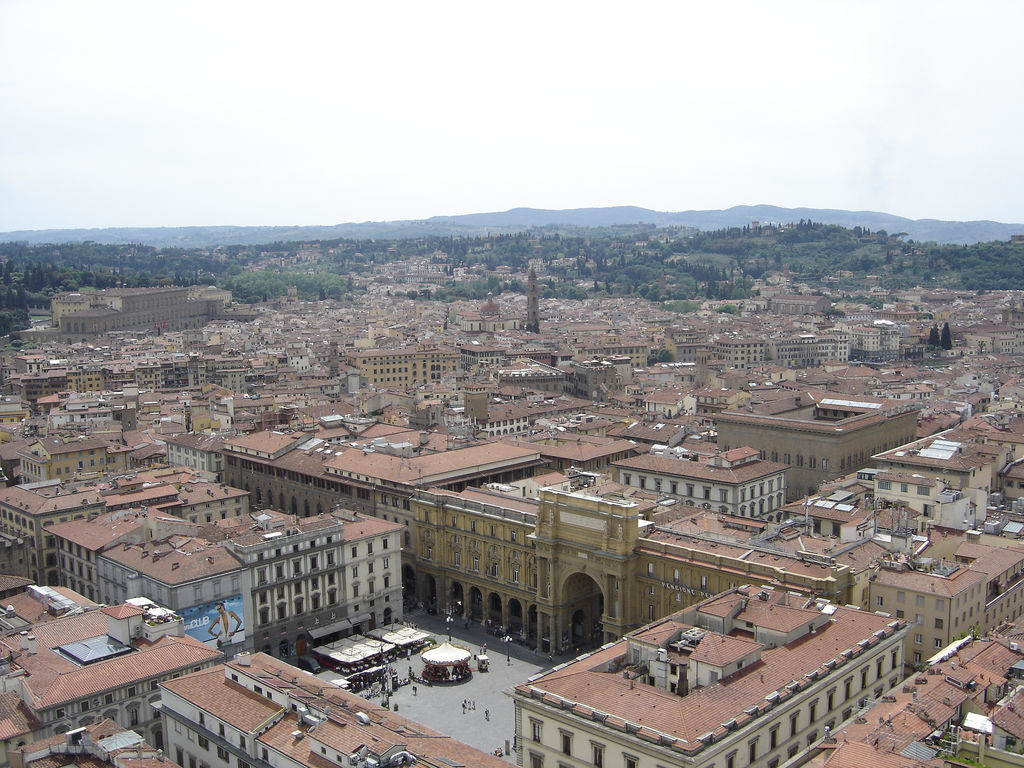
частина міста

Метрополійне місто Флоре́нція (італ. Città metropolitana di Firenze — адміністративно-територіальна одиниця в регіоні Тоскана, Італія. Одне з 10 метрополійних міст, що створені законом 7 квітня 2014 року. З 1 січня 2015 року замінює провінцію Флоренція.